# Mundialito de Seleções de Futebol de 7 de 2012
O Mundialito de Seleções de Futebol de 7 de 2012 foi realizado entre no mês de Julho de 2012 na arena montada no Sambódromo do Rio, e foi o segundo de sua história.
| Ano           | Local                                                     | Campeão | Vice-campeão | Terceiro lugar | Jogador do torneio | Artilheiro           | Melhor goleiro  | Gols (média por jogo) |
| ------------- | --------------------------------------------------------- | ------- | ------------ | -------------- | ------------------ | -------------------- | --------------- | --------------------- |
| 2012 Detalhes | Brasil · Sambódromo da Marquês de Sapucaí, Rio de Janeiro | Brasil  | Itália       | México         | Felipe Facão (BRA) | 5 gols Esteves (BRA) | Guilherme (BRA) | 43 (7,1)              |

| Campeão Mundialito 2012 Futebol 7 |
| --------------------------------- |
| Brasil (1º Título)                |